# Pierre Artaudi
Pierre Artaudi, ou  Avogrado ,  né à Verceil,  est un prélat franço-italien du XIVe siècle. Il est membre de l'ordre des dominicains.
Avogrado est évêque d'Alba au Piémont de 1334 à 1349, quand il est transféré à Sisteron.

## Source
- La France pontificale

.